# Oosterschelde
Oosterschelde este o arie protejată (arie specială de conservare — SAC, sit de importanță comunitară — SCI, arie de protecție specială avifaunistică — SPA) din Țările de Jos întinsă pe o suprafață de 36.976 ha, integral pe uscat.

## Localizare
Centrul sitului Oosterschelde este situat la coordonatele 51°34′37″N 3°58′20″E / 51.5769°N 3.9722°E.

## Înființare
Situl Oosterschelde a fost declarat arie de protecție specială avifaunistică în noiembrie 1989 pentru a proteja 47 de specii de animale. Alte tipuri de protecție:
- sit de importanță comunitară (în decembrie 1996)
- arie specială de conservare (în februarie 2010)[1][3][4]

## Biodiversitate
Situată în ecoregiunea atlantică, aria protejată conține 8 habitate naturale: Golfuri mici largi și golfuri puțin adânci, Salicornia și alte specii anuale care populează regiunile mlăștinoase și nisipoase, Pajiștile Spartina (Spartinion maritimae), Pășuni atlantice udate de apa mării (Glauco-Puccinellietalia maritimae), Dune de coastă fixe cu vegetație erbacee („dune gri”), Dune cu Hyppophaë rhamnoides, Mlaștini turboase de tranziție și turbării mișcătoare, Mlaștini calcaroase cu Cladium mariscus și specii de Caricion davallianae.
La baza desemnării sitului se află mai multe specii protejate:
- păsări (42): rață sulițar (Anas acuta), rață lingurar (Anas clypeata), rață pitică (Anas crecca), rață fluierătoare (Anas penelope), rață mare (Anas platyrhynchos), rață pestriță (Anas strepera), gâscă cenușie (Anser anser), pietruș (Arenaria interpres), Branta bernicla, Branta leucopsis, Bucephala clangula, Calidris alba, fugaci de țărm (Calidris alpina), Calidris canutus, prundăraș de sărătură (Charadrius alexandrinus), prundaș gulerat mare (Charadrius hiaticula), erete de stuf (Circus aeruginosus), Cygnus columbianus bewickii, egretă mică (Egretta garzetta), șoim călător (Falco peregrinus), lișiță (Fulica atra), scoicar (Haematopus ostralegus), sitar de mal nordic (Limosa lapponica), Mergus serrator, culic mare (Numenius arquata), cormoran mare (Phalacrocorax carbo), lopătar (Platalea leucorodia), ploier auriu (Pluvialis apricaria), ploier argintiu (Pluvialis squatarola), corcodel-urechiat (Podiceps auritus), corcodel mare (Podiceps cristatus), ciocântors (Recurvirostra avosetta), chiră mică (Sterna albifrons), chiră de baltă (Sterna hirundo), Sterna paradisaea, chiră de mare (Sterna sandvicensis), corcodel mic (Tachybaptus ruficollis), călifar alb (Tadorna tadorna), fluierar negru (Tringa erythropus), fluierar cu picioare verzi (Tringa nebularia), fluierarul cu picioare roșii (Tringa totanus), nagâț (Vanellus vanellus)
- mamifere (4): Halichoerus grypus, Microtus oeconomus arenicola, focă obișnuită (Phoca vitulina), marsuin (Phocoena phocoena)
- pești (1): Alosa fallax